# Ljevičarska omladina (Kina)
Ljevičarska omladina, je zajednica mladih u Narodnoj Republici Kini poznata po prosvjedima za prava radnika u Shenzhenu Jasicu 2018.

## Pregled
Kineska ljevičarska omladina uglavnom su mladi studenti rođeni 1990-ih, i oni čine vrlo malu manjinu među kineskim studentima. Ti su studenti obično organizirani u ime čitateljskih klubova i studentskih društava, smještenih na velikim sveučilištima, različitih veličina i naziva. Ono što je zajedničko tim studentskim organizacijama je da se protive marksizmu kao službenoj kineskoj ideologiji i zagovaraju marksizam "buntovničke revolucije". Ove studentske udruge uključuju Marksističko društvo Pekinškog sveučilišta, Udrugu za civilni razvoj Kineskog sveučilišta Renmin Xinguang, Udrugu mladih Xinxin Sveučilišta jezika i kulture u Pekingu, itd. Budući da su njihovi članovi podržavali radnički pokret Shenzhen Jasic, Kinezi su očistili te ljevičarske udruge komunističke vlasti.

## Recepcija
Slovenski radikalni ljevičarski filozof Slavoj Žižek raspravljao je o nestanku Yue Xina u članku objavljenom u The Independentu, tvrdeći da on odražava inherentne kontradikcije u kineskom društvu, naime da se službena državna ideologija marksizma smatra opasnim oblikom subverzije režima.